# Confine tra Kirghizistan e Uzbekistan
Il confine tra il Kirghizistan e l'Uzbekistan descrive la linea di demarcazione tra questi due stati. Ha una lunghezza di 1.314 km e si estende dalla triplice frontiera con il Kazakistan a quella con il Tagikistan.

## Descrizione
Il confine inizia a nord alla triplice frontiera con il Kazakistan formando una sorta di "dito" del territorio uzbeko incuneato tra Kazakistan e Kirghizistan. Il tracciato del confine attraversa i monti Pskem, i quali sono quasi del tutto inclusi in più parchi nazionali (Parco nazionale Ugam-Chatkal in Uzbekistan e la Riserva naturale statale di Besh-Aral in Kirghizistan). Si procede in seguito in direzione sud-est passando per i monti Chatkal e i monti Kurama, prima di entrare nella valle di Fergana, vicino alla città di Varzik. Il resto della delimitazione è molto contorta e forma la "punta di una freccia" dell'Uzbekistan orientale. Il lato nord di questa "freccia" contiene in territorio uzbeko una piccola enclave proprio a ovest della città kirghisa di Kerben. La "punta" della freccia si trova appena ad est di Xonobod. Il confine procede ancora seguendo linee frastagliate verso ovest fino al triplice confine con il Tagikistan.
La parte più settentrionale del confine è montuosa e scarsamente popolata, a differenza del resto della demarcazione che attraversa la densamente popolata valle di Fergana.
La rete ferroviaria uzbeka ha diverse sezioni che attraversano questo confine. Alcune fermate in Kirghizistan sono raggiunte da piccole linee di diramazione e la parte più orientale del troncone maggiore attraversa il confine due volte. Questo è un lascito dell'epoca sovietica, in cui furono costruite le infrastrutture senza tener conto di quelli che allora erano i confini interni.

## Enclavi

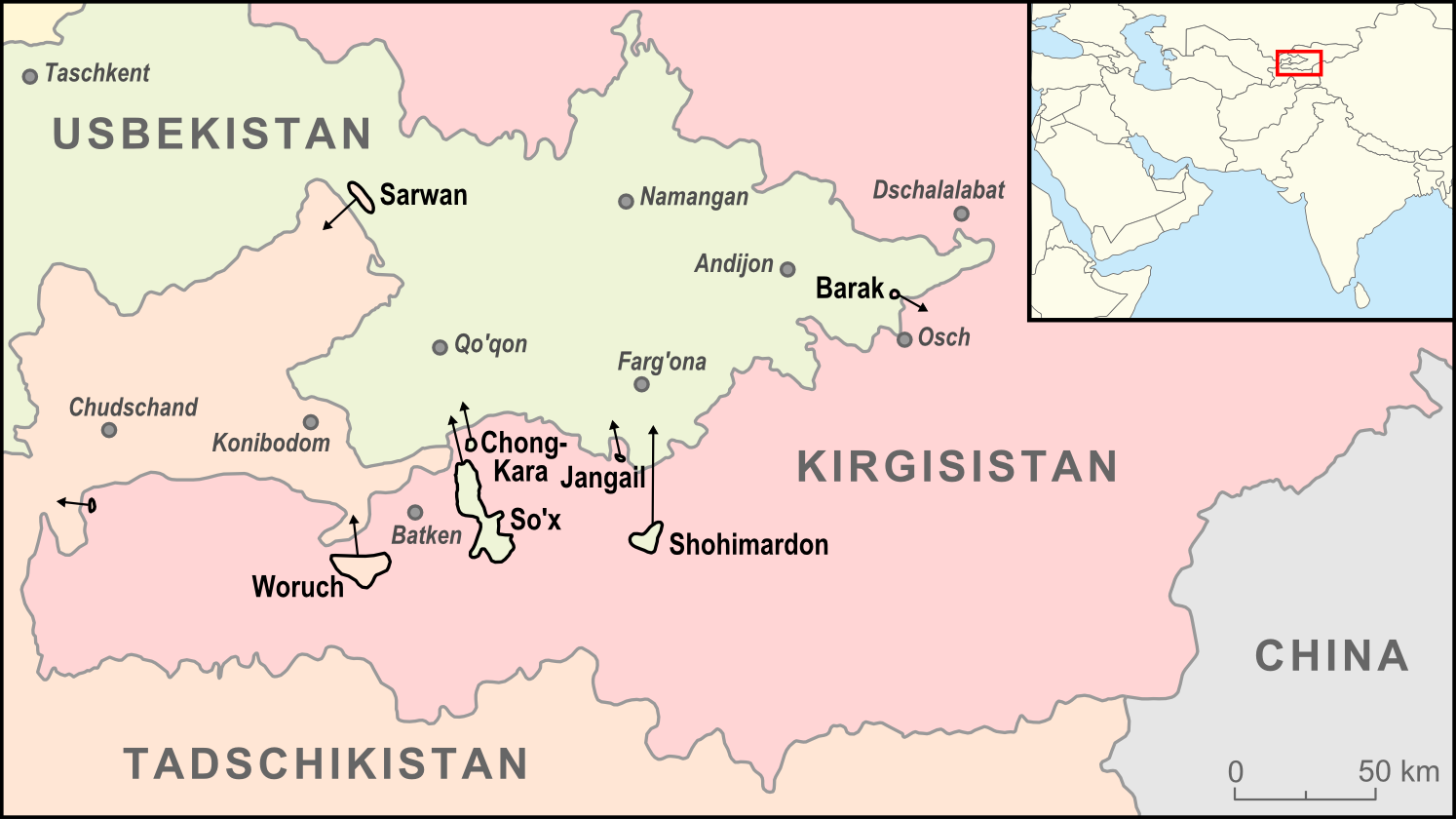
Mappa che mostra le enclaves kirghize e uzbeke

Esistono alcune enclavi presso il confine: una in territorio uzbeko che fa capo al Kirghizistan (Barak) e quattro in territorio kirghizo che fanno riferimento all'Uzbekistan (Sokh, Shohimardon, Jani-Ayil/Jhangail e Chon-Kara/Qalacha).

## Storia
La Russia aveva conquistato l'Asia centrale nel XIX secolo annettendo i Khanati precedentemente indipendenti di Kokand, Khiva e l'Emirato di Bukhara. Dopo che i comunisti assunsero il potere nel 1917 e crearono l'Unione Sovietica, fu deciso di separare l'Asia centrale in repubbliche su base etnica in un processo noto come processi di delimitazione dei territori nazionali. Tale operazione rientrava nella teoria secondo cui il nazionalismo costituiva un tassello necessario per una società di stampo marxista: d'altronde, Stalin intendeva realizzare una nazione definibile come «una stabile comunità di persone ripartita su basi storiche, oltre che sulla base di lingue comuni, territori di appartenenza, scambi economici e studi antropologici volti ad identificare le tracce di una cultura comune [per ogni territorio]».
Il processo messo in atto è comunemente descritto come nient'altro che una semplice applicazione del divide et impera, un furbo tentativo messo in atto da Stalin per preservare molti poteri in mano a Mosca, identificando confini tracciati minuziosamente sulla scia delle minoranze all'interno ogni stato. Sebbene nel concreto i sovietici fossero preoccupati per la possibilità di dover fronteggiare movimenti pan-turkistici come accadde già caso della rivolta dei Basmachi degli anni '20, essi presentarono più volte un quadro politico molto più sereno di quanto potesse apparire in concreto.
I russi miravano a creare repubbliche etnicamente omogenee: tuttavia, tale operazione risultò molto dura in diverse aree culturalmente miste (ad esempio la valle di Fergana) e spesso si giunse a compromessi su alcuni gruppi sociali (ad esempio il popolo Sart, per metà tagiko e per metà uzbeko e alcune comunità turkmene ed uzbeke situate lungo l'Amu Darya). L'intellighenzia locale discusse fortemente (e in molti casi fomentato oltremodo) la problematica sulle demarcazioni, costringendo spesso i sovietici a ridiscuterle: la risoluzione delle controversie era resa meno facile per via della mancanza di conoscenze accurate e dalla scarsità di dati etnografici accurati o aggiornati sulle regioni. Non andrebbe poi dimenticato che la divisione tra i territori non si limitava alla sfera sociale, in quanto volta altresì a favorire scambi economici, allo sviluppo di politiche agricole e al potenziamento delle infrastrutture locali che risultavano propositi slegati dal discorso etnico. Il tentativo di bilanciare questi interessi contrapposti tra Mosca e realtà locali si rivelò estremamente difficile e in alcuni casi impossibile (soprattutto nelle aree più remote), apportando come risultato la creazione di confini talvolta assai contorti, enclavi multiple e l'inevitabile creazione di grandi minoranze che hanno finito per vivere nella repubblica "sbagliata". Va inoltre sottolineato che i sovietici non hanno mai voluto che queste frontiere diventassero frontiere internazionali come lo sono oggi.

Asia centrale sovietica nel 1922 prima della delimitazione nazionale

La delimitazione dell'area su basi etniche era stata proposta già nel 1920. A quel tempo l'Asia centrale era composta da due Autonome Repubbliche socialiste sovietiche (ASSR) all'interno della RSFS Russa: la RSSA Turkestana, creata nell'aprile 1918 e che occupa gran parte di ciò che oggi è identificabile con il Kazakistan meridionale, l'Uzbekistan e il Tagikistan, nonché il Turkmenistan) e la Repubblica Socialista Sovietica Autonoma Kirghisa (RSSA Kirghiz e RSSA del Kirghizistan sulla mappa), che fu istituita il 26 agosto 1920 nel territorio all'incirca corrispondente alla parte settentrionale dell'odierno Kazakistan (a quel tempo i kazaki erano indicati come "Kirghizi", mentre i kirghizi erano considerati una minoranza kazaka e indicati come "Kara-Kirghizi", ovvero "Kirghizi-Neri" che abitano sulle montagne). Vi furono anche due "repubbliche" successive dell'Emirato di Bukhara e il Khanato di Khiva, convertite nella Repubblica Sovietica Popolare di Bukhara e di Corasmia in seguito all'acquisizione da parte dell'Armata Rossa nel 1920.
Il 25 febbraio 1924, il Politburo e il Comitato Centrale del PCUS annunciarono che avrebbero proceduto ad avviare la definizione dei confini in Asia centrale. Il processo doveva essere supervisionato da un comitato speciale dell'Ufficio dell'Asia centrale, con tre sottocomitati per ognuna di quelle che erano ritenute le principali comunità della regione (kazaki, turcomanni e uzbeki), allo scopo di agire quanto più celermente possibile. Nonostante i progetti iniziali di preservare la sussistenza della Corasmia e della Bukhara, alla fine si optò di dividerle nell'aprile 1924. Non mancarono vibranti proteste dei partiti comunisti locali (quello della Corasmia, in particolare, chiese di poter partecipare alla votazione che si sarebbe tenuta per decidere sullo scioglimento dello Stato nel luglio del medesimo anno).
Il confine tra Kirghizistan e Uzbekistan si è rivelato estremamente difficile da tracciare a causa della composizione etnica mista degli insediamenti nella valle di Ferghana. Come regola generale, i comitati territoriali decisero di assegnare le aree abitate dai nomadi ai kirghisi e quelle stabilmente popolate agli uzbeki. Tuttavia, i sovietici rimasero scettici nei confronti di tale proposta suddivisione, poiché avrebbe comportamento un quasi certo rallentamento dello sviluppo economico in Kirghizistan. Per questo motivo a quest'ultimo fu assegnata a titolo compensativo Osh, una città abitata pressoché interamente da uzbeki. Nacquero ulteriori controversie in relazione ad Andijan, Margilan e Jala-abad: al termine delle discussioni, i primi due insediamenti furono assegnati agli uzbeki, il terzo al Kirghizistan. In origine il confine misurava molto di più in termini di lunghezza, poiché la RSS Uzbeka inglobava la regione di Khojand e il resto di quello che oggi è il Tagikistan, noto con la denominazione di RSSA Tagika. La demarcazione assunse la sua attuale localizzazione nel 1929, quando il Tagikistan ottenne il Khojand e divenne una RSS. In quanto parte della RSFS Russa, nel 1925 nacque nel moderno Tagikistan l'Oblast Autonomo Kara-Kirghiz nel maggio 1925. Dodici mesi più tardi fu istituita la RSSA Kirghisa e, nel 1936, infine divenne la RSS Kirghisa.
Il confine è una frontiera internazionale dal 1991 in seguito alla dissoluzione dell'Unione Sovietica e all'indipendenza dichiarata delle sue repubbliche costituenti. Le tensioni tra Biškek e Tashkent salirono presto per via di diversi disordini accaduti nella città di Osh nel 1990. Tra il 1999 e il 2000, l'Uzbekistan iniziò a delimitare e separare di sua spontanea volontà alcune porzioni del confine, asserendo come motivazione la necessità di predisporre misure difensive contro il terrorismo transfrontaliero. L'accordo del 2001 per identificare le sezioni della delimitazione per intero e ridiscutere pure le enclavi non è risultato incisivo per il Kirghizistan, tanto da non esser mai stato ratificato: ciò ha innescato nuovi dissapori. Più di recente le relazioni si sono però sbloccate e nel 2018 è stata sottoscritta un'intesa sulla linea della frontiera dove si sono tenute anche discussioni. Nel 2023 entrambi le parti sono giunte ad un accordo che ha posto termine a qualsiasi controversia di confine. 

## Valichi di frontiera
- Shamaldy-Say (KGZ) - Uchqo (UZB) (stradale e ferroviario, attualmente chiuso)[34]
- Manyet (KGZ) - Izboskan (UZB) (stradale)[34]
- Žalalabad (KGZ) – Xonobod (UZB) (stradale e ferroviario, attualmente chiuso)[34]
- Oš (KGZ) - Qorasuv (UZB) (stradale)
- Dostyk (KGYZ) – Dustlyk (UZB) (stradale)[34]
- Kyzyl-Kiya (KGZ) - Quvasoy (UZB) (stradale)

## Insediamenti nei pressi del confine

### Kirghizistan
- Këk-Tash
- Sumsar
- Ala-Buka
- Akkorgon
- Ak-Tam
- Tuyukdzhar
- Kerben
- Uspenkovka
- Kyzyl-Jar
- Shamaldy-Say
- Kochkor-Ata
- Žalalabad
- Kara-Suu
- Oš
- Aravan
- Uch-Korgon
- Kyzyl-Kiya
- Kadamjay
- Pul'gon
- Zar-Tash

### Uzbekistan
- Gava
- Varzik
- Kosonsoy
- Iskavat
- Zarkent
- Paramat
- Bekovat
- Yangikurgan
- Uchqoʻrgʻon
- Paytug
- Andijan
- Pakhtaabad
- Dardoq
- Xonobod
- Qorasuv
- Kurgontepa
- Asaka
- Palvantash
- Marhamat
- Quva
- Fergana
- Quvasoy
- Margilan
- Rishton